# Лирер, Томас
Томас Лирер, или Томас Лирар из Ранквайля (нем. Thomas Lirer, нем. Thomas Lirar aus Rankweil, ум. после 1475) — немецкий хронист, автор «Швабской хроники» (нем. Schwäbische Chronik), или «Хроники всех королей и императоров» (нем. Chronik von allen Königen und Kaisern), впервые опубликованной в 1486 году в Ульме вместе с «Гмюндской хроникой императоров» (нем. Gmünder Kaiserchronik).

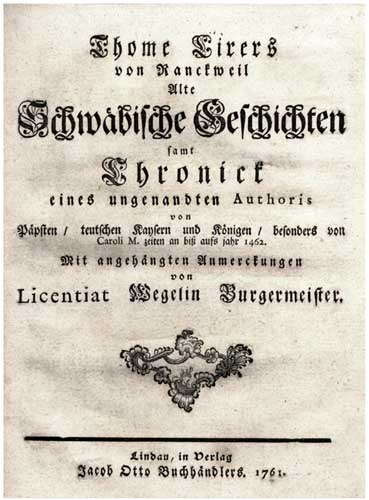
Титульный лист издания «Швабской хроники» Томаса Лирера 1761 года

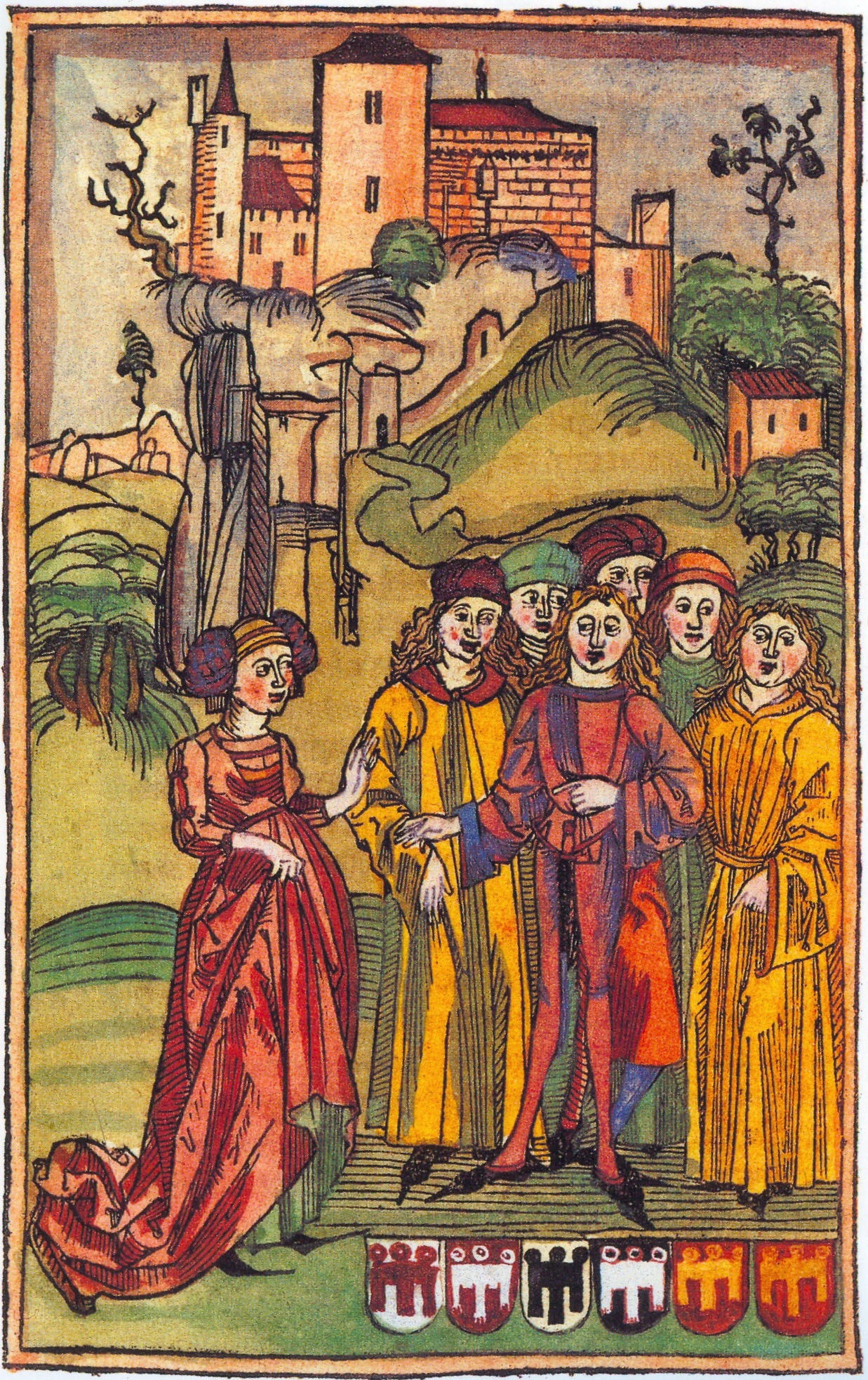
Графы Монфорты фон Ротенфан. Илл. из «Швабской хроники» Томаса Лирера (1486)

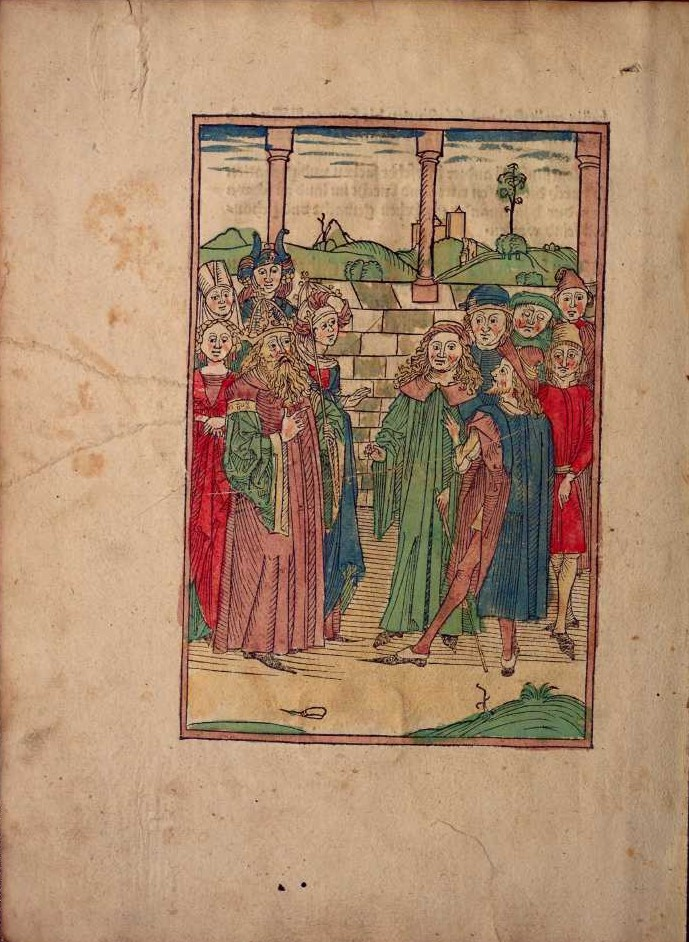
Император Карл Великий со своими придворными. Илл. из «Швабской хроники» Томаса Лирера (1486)

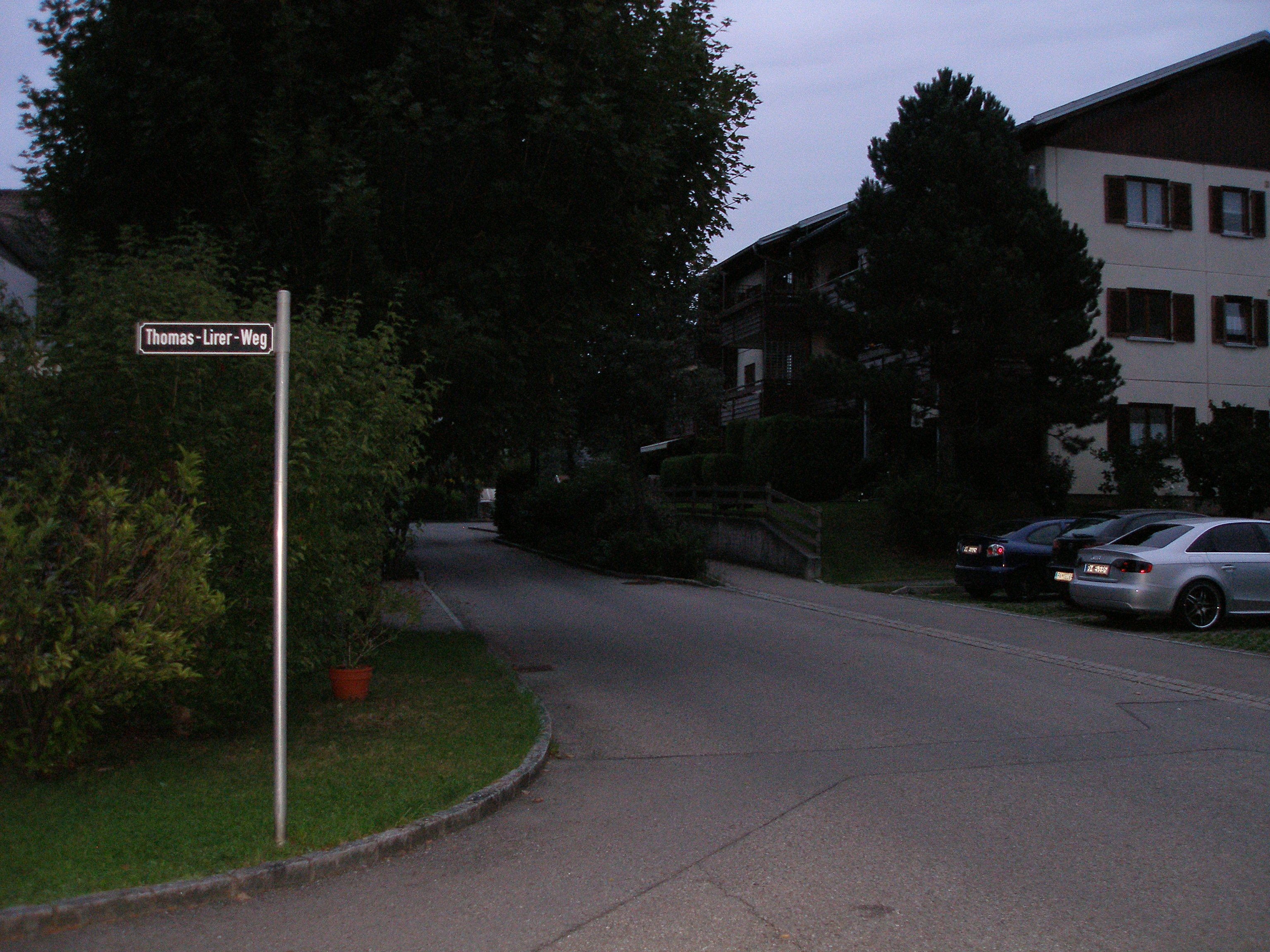
Улица Томаса Лирера в австрийском посёлке Гётцис

## Жизнь и труды
Настоящее имя его не установлено, «Томас Лирер» — это прозвище или псевдоним, где нем. Lirer может быть переведено как «игрок на лире» (совр. нем. spieler auf Leier) или «рассказчик». Предположение о том, что он родился в начале 1470-х годов в Альтахе (совр. округ Фельдкирх в федеральной земле Форарльберг в Австрии), владениях графов Монфортов, опровергнуто было историком Карлом Хайнцем Бурмейстером, в течение 30 лет (1971—2001) возглавлявшим Федеральный архив земли Форарльберг в Брегенце.
По данным К. Х. Бурмейстера, под псевдонимом «Томас Лирер» мог скрываться образованный мирянин (лат. laicus peritus), служивший писцом или судейским. Судя по записи в колофоне одной из рукописей его хроники, где он назван «Томаном Лирером, пребывавшим в Ранквайле» (нем. Thoman Lirer gesessen zu Ranckweil), он происходил из Ранквайля недалеко от Фельдкирха в Тироле, и был слугой одного из графов Верденбергов, которого сопровождал в поездке в Португалию.
«Швабская хроника» Томаса Лирера фиктивно датируется 1133 годом, но в реальности составлена между 1462 и 1485 годами и носит, по большей части, баснословный и мифологический характер. История Швабии и Тироля в ней начинается со времен античной провинции Реция и вымышленного римского императора Курия, якобы пришедшего туда со своей семьёй и подданными. Эти легенды о происхождении швабских графов от римлян датируются серединой XIV века и вызывали обоснованные сомнения уже у авторов эпохи Ренессанса, например, швабского хрониста Ганса Мюллера, использовавшего сочинение Лирера в своей «Циммернской хронике» (нем. Chronik der Grafen von Zimmern, 1566), составленной при участии графа Фробена Кристофа фон Циммерна.
Основной целью Лирера, очевидно, являлось прославление местных феодальных правителей, Монфортов, Верденбергов, Брегенцов и Тогенбургов, родословие которых возводилось им к древним бургундам, и историко-генеалогическое обоснование их прав на владение землями, захваченными в XIII—XV веках у их соседей.
Вторая часть «Швабской хроники» отличается от первой и содержит краткий обзор всемирной истории, с сотворения мира до 1462 года, особо останавливаясь на правлении Карла Великого. Она содержит около сорока народных немецких пословиц, в том числе касающуюся архиепископа Майнцского Виллигиза, сопровождаемую легендарным рассказом о гибели его в Мышиной башне на Рейне, в народной традиции чаще увязываемой с его предшественником Гаттоном II. Позднее издатели хроники продолжили её сначала до 1494, а затем до 1500 года. Одним из вероятных источников для неё, помимо вышеназванной «Гмюндской хроники» (около 1400 г.), могла послужить рифмованная «Императорская хроника» или «Всемирная хроника» страсбургского историка Якоба Твингера фон Кёнигсхофена, изданная в 1477 году в Аугсбурге.

## Издания и исследования
Будучи ненадёжным историческим источником и являясь, по сути своей, памятником скорее средневековой мифографии, чем историографии, хроника Томаса Лирера быстро завоевала популярность у издателей. Вскоре после первой публикации её Конрадом Динкмутом, осуществлённой 12 января 1486 года в Ульме и проиллюстрированной многочисленными гравюрами, последовало второе, в 1494 году она была перепечатана в Страсбурге Иоганном Кноблохом, а в 1500 году там же — Бартоломеусом Кистлером. В 1761 году её издал с собственными комментариями баварский историк, бургомистр г. Линдау Иоганн Рейнхардт Вегелин.
Новый интерес к хронике пробудили разыскания немецких романтиков начала XIX столетия, активно занимавшихся собиранием и публикацией народных преданий. Так, записанную Лирером легенду о любви Арбогаста фон Анделона к португальской принцессе Элизе использовал в своей новелле «Арбогаст фон Анделон и Элиза Португальская, Альбрехт фон Верденберг и Амиса из Поназири» из сборника «Зимний сад» (нем. Der Wintergarten, 1809) писатель-романтик и фольклорист Ахим фон Арним, познакомившийся с изданием «Швабской хроники» 1761 года в библиотеке своего шурина и поэта Клеменса Брентано. А в 1824 году она послужила основой сюжета для рассказа «Граф Альбрехт фон Верденберг», принадлежащего перу писателя, юриста и дипломата Йозефа Альберта фон Иттнера, воспользовавшегося тем же изданием хроники. Легенда о графе Монфорте фон Ротенфане вдохновила известного швабского медика-месмериста и поэта Юстинуса Кернера на создание баллады «Граф Монфорт» (нем. Graf Montfort), вошедшей в сборник «Лес немецких поэтов» (нем. Deutscher Dichterwald, 1813).. А предание о Бундусе Швабском легло в основу сказки «Герцог Бундус, прозванный Волком» (нем. Herzog Bundus, genannt der Wolf), опубликованной в 1818 году во втором томе сборника братьев Гримм «Немецкие легенды» (нем. Deutsche Sagen).
Рукопись хроники на 86 листах с 20 иллюстрациями, относящаяся к концу XV века, сохранилась в собрании Баварской государственной библиотеки в Мюнхене (Catal. Cod. Monac IN 436). В 2005 году в Лейпциге вышло факсимильное издание хроники под редакцией и с комментариями Петера Амелунга.

## Память
Несмотря на то, что большинство современных учёных считают имя Томаса Лирера псевдонимом, в память о нём названа улица в ярмарочном посёлке Гётцис (федеральная земля Форарльберг, Австрия).

## Публикации
- Thomas Lirer. Schwäbische Chronik, hrsg. von Eugen Thurnher. — Bregenz, 1967. —  xxvi, 76 S. — (Vorarlberger Schrifttum, 8).
- Thomas Lirer. Schwäbische Chronik, hrsg. von Peter Hans Pascher. — Klagenfurt, 1979. — xvi, 124 S. — (Armarium, 4).
- Thomas Lirer. Schwäbische Chronik, Ulm 1486. Kommentar und text bearbeitet von Peter Amelung. Faksimile und Kommentar. — Leipzig, 2005. — 136, 43, Ill S. — ISBN 3-361-00155-2.